# تایوان سمنت
تایوان سمنت (انگلیسی: Taiwan Cement) شرکت مصالح ساختمانی تایوانی است، که در سال ۱۹۴۶ تأسیس شد. این شرکت هم‌اکنون هشتمین تولید کننده سیمان در جهان است. دفتر مرکزی تایوان سمنت در شهر تایپه قرار دارد و بخشی از سهام آن در بازار بورس تایوان معامله می‌شود.